# Жогарги-Боралдай
Жогарги́-Боралда́й (каз. Жоғарғы Боралдай) — село у складі району Байдібека Туркестанської області Казахстану. Входить до складу Боралдайського сільського округу.
До 2001 року село називалось Верхній Боралдай.
Населення — 802 особи (2021; 928 у 2009, 1113 у 1999, 972 у 1989).